# Bardo Dolne
Bardo Dolne – część wsi Bardo w Polsce położona w województwie świętokrzyskim, w powiecie kieleckim, w gminie Raków.
W 1929 r. wieś zamieszkiwało 538 osób. We wsi był jeden cieśla, stolarz, szewc i dwa sklepy spożywcze.
W latach 1975–1998 miejscowość położona była w województwie kieleckim.

## Historia
W wieku XIX wymieniane jako: Bardo Dolne, wieś i folwark. Bardo Górne wieś, i Bardo-plebania, wieś kościelna w powiecie opatowskim, gminie Rembów. (obecnie są to administracyjne części miejscowości Bardo)